# Филипп Гортинский
Фили́пп  (др.-греч. Φίλιππος; лат. Philippus; II век) — епископ города Гортина, христианский писатель. Филипп почитается как святой в Католической церкви, память 11 апреля. 
Иероним Стридонский в своей книге «О знаменитых мужах» посвящает Филиппу 30 главу.
Место и год рождения неизвестны. Филипп был епископом города Гортина, который находится на острове Крит, во времена правления императоров Марка Антонина Вера, Луция и Аврелия Коммода. Филипп написал, по отзыву Иеронима, замечательный труд «Против Маркиона». Сочинение Филиппа не сохранилось.
Евсевий Кесарийский в своей книге «Церковная история» сообщает о том, что Дионисий Коринфский написал письмо к Церкви в Гортине и к Критским церквам, в котором Дионисий хвалит епископа Филиппа, так как Критская церковь неоднократно засвидетельствовала свою верность православному вероучению; в письме Дионисий напоминает, что следует остерегаться еретической заразы.